# Liste der Monuments historiques in Val-Revermont
Die Liste der Monuments historiques in Val-Revermont führt die Monuments historiques in der französischen Gemeinde Val-Revermont auf.

## Liste der Bauwerke
| Bezeichnung       | Beschreibung              | Standort        | Kennzeichnung | Schutzstatus | Datum | Bild           |
| ----------------- | ------------------------- | --------------- | ------------- | ------------ | ----- | -------------- |
| Kirche St-Laurent | Erbaut im 13. Jahrhundert | Pressiat (Lage) | PA01000029    | Inscrit      | 2008  | weitere Bilder |

## Liste der Objekte
- Monuments historiques (Objekte) in Pressiat in der Base Palissy des französischen Kultusministeriums
- Monuments historiques (Objekte) in Treffort in der Base Palissy des französischen Kultusministeriums